# Jefferson Montero
Jefferson Antonio Montero Vite (* 1. September 1989 in Babahoyo) ist ein ecuadorianischer Fußballspieler auf der Position eines Flügelspielers, der aber auch als Hängende Spitze eingesetzt wird. Aktuell steht er beim Querétaro Fútbol Club unter Vertrag.

## Vereinskarriere

### Beginn in der Heimat und Stippvisite in Mexiko
Jefferson Montero wurde am 1. September 1989 in Babahoyo, der Hauptstadt der ecuadorianischen Provinz Los Ríos, geboren und begann hier auch seine Karriere als Fußballspieler. Im fortgeschritteneren Alter vertrat er seine Provinz auch in einer Provinzauswahl, ehe er über den Clan Juvenil aus Sangolquí, der Hauptstadt des Kantons Rumiñahui, den Weg zum Profifußball fand. Beim 1973 gegründeten CD Clan Juvenil, der zumeist im ecuadorianischen Unterhaus vertreten war und erst mit dem Jahr 2015 den Weg in die Zweitklassigkeit des Landes fand, kam er dabei nicht nur im Nachwuchs zum Einsatz, sondern vertrat auch die Herrenmannschaft, ehe er im Februar 2007 vom Erstligaklub CS Emelec aufgenommen wurde. Dort kam er von Beginn der Campeonato Ecuatoriano de Fútbol Serie A 2007 an zu seinen Einsätzen für den Werksverein und brachte es, nachdem der Klub im Frühjahr den letzten von zehn Plätzen und im Herbst den vierten Platz im Endklassement belegte, auf eine Bilanz von 22 Erstligaeinsätzen und zwei Treffer. Durch seine Leistung wurde auch der damalige Trainer der ecuadorianischen Fußballnationalmannschaft, Luis Fernando Suárez, auf ihn aufmerksam und holte ihn im August 2007, zu diesem Zeitpunkt noch 17-jährig, für das Länderspiel gegen Bolivien erstmals in die Nationalmannschaft seines Heimatlandes. Bereits davor nahm er im Juli mit der U-20-Auswahl Ecuadors am Fußballturnier der Panamerikanischen Spiele 2007 in Rio de Janeiro teil und gewann dort nach einem 2:1-Finalsieg über die Alterskollegen aus Jamaika die Goldmedaille und damit den ersten internationalen Turniersieg in der langjährigen Verbandsgeschichte.
Dennoch wurde er von seinem Klub abgegeben, kehrte nach Sangolquí zurück und spielte dort fortan ab dem Spieljahr 2008 für Independiente José Terán in der ecuadorianischen Zweitklassigkeit. Hier agierte Montero torgefährlicher und brachte es in seinem ersten Jahr bei 25 Ligaeinsätzen auf acht Tore, kam mit der Mannschaft jedoch nicht über einen Platz im Tabellenmittelfeld hinaus. Parallel dazu wurde er in diesem Jahr, zusammen mit Vereinskollegen und Landsmann José Madrid, auch an den damaligen mexikanischen Zweitligisten Dorados de Sinaloa verliehen, bei dem er ab der 13. Runde der Apertura 2008 bis zur achten Runde der nachfolgenden Clausura 2009 eingesetzt wurde. Fünf Meisterschaftseinsätze und ein daraus resultierender Treffer waren die Bilanz der Stippvisite in Mexiko. Nach seiner Rückkehr zu Independiente agierte er erneut äußerst torgefährlich und verhalf der Mannschaft unter der Führung des Brasilianers Janio Pinto mit 14 Toren aus 17 Partien zum Meistertitel in der Serie B. Hinter dem Paraguayer Cristian Hermosilla mit 18 Treffern war er zudem der zweitbeste Torschütze der gesamten Liga und war damit noch vor seinen ebenfalls torgefährlichen Mitspielern Alexis Palacios (12 Tore) und Daniel Samaniego (acht Tore). Obgleich er in dieser Zeit ein Zweitligaspieler war, wurde er dennoch laufend für die Nationalmannschaft seines Heimatlandes einberufen.

### Wechsel nach Spanien
Zu Beginn der Spielzeit 2009/10 verpflichtete ihn der spanische Erstligaklub FC Villarreal für eine kolportierte Ablösesumme von 500.000 €, wobei ein Fünfjahresvertrag bis zum Sommer 2014 abgeschlossen wurde. Bei Vertragsabschluss wurde vereinbart, dass Montero vorerst ausschließlich für die B-Mannschaft des Vereins, die zu diesem Zeitpunkt in der zweithöchsten spanischen Fußballliga vertreten war, eingesetzt werden soll. In weiterer Folge absolvierte der Ecuadorianer 32 der 42 möglich gewesenen Meisterschaftsspiele für die B-Mannschaft, wobei er vor allem in den ersten drei Monaten aufgrund von Länderspieleinsätzen und einer Schambeinentzündung des Öfteren fehlte, und kam dabei auf zehn Treffer. Als Stammspieler in der spanischen Zweitklassigkeit machte er dabei auch in der ersten Mannschaft auf sich aufmerksam. Unter Juan Carlos Garrido debütierte Jefferson Montero im Sechzehntelfinalrückspiel der UEFA Europa League 2009/10 bei der 1:4-Auswärtsniederlage gegen den VfL Wolfsburg, als er in der 70. Spielminute für den ehemaligen französischen Internationalen Robert Pires auf den Rasen kam, in der ersten Kampfmannschaft. Sowohl A-, als auch B-Mannschaft des FC Villarreal belegten zum Saisonende jeweils den sieben Tabellenplatz; für die Erstligamannschaft bedeutete dieser Platz eine Teilnahme an der UEFA Europa League 2010/11. In dieser kam Montero daraufhin in beiden Play-off-Qualifikationsspielen gegen Dnjapro Mahiljou zum Einsatz und war auch in fünf der sechs nachfolgenden Gruppenspiele im Einsatz.
Sein Debüt in der Primera División gab der mit 1,70 m verhältnismäßig klein gewachsene Flügelspieler im Erstrundenspiel der Saison 2010/11, als er bei der 0:1-Niederlage gegen Real Sociedad ab Minute 59 für Santi Cazorla eingewechselt wurde. Über die gesamte Saison hinweg konnte sich der mittlerweile 21-Jährige nicht als Stammkraft etablieren und brachte es ausschließlich auf Einsätze als Ersatzspieler oder saß uneingesetzt auf der Ersatzbank. Bis zum Saisonende, als die Mannschaft auf dem vierten Tabellenplatz abschloss, hatte es Montero auf neun Ligaeinsätze, sowie ein Tor und eine Torvorlage gebracht, und kam nach der Gruppenphase im weiteren Verlauf der UEFA Europa League 2010/11, in der das Team erst im Halbfinale gegen den FC Porto ausschied, nicht mehr zum Einsatz. Schon eher als Stammkraft agierte er hingegen in der Copa del Rey 2010/11, in der er in drei der sechs Spiele seiner Mannschaft auflief und dabei auch einen Treffer beisteuerte, mit dem Team jedoch im Viertelfinale gegen den FC Sevilla vorzeitig ausschied. Aufgrund der wenigen Einsätze im Erstligateam und der zeitweiligen Aussichtslosigkeit eines Durchbruchs wurde der Ecuadorianer, dessen Marktwert sich mittlerweile auf drei Millionen Euro gesteigert hatte, Ende Januar 2011 auf Leihbasis zum Ligakonkurrenten UD Levante. Hier kam er zwar öfter und auch über längere Zeiträume zum Einsatz, schaffte jedoch auch hier nicht den Durchbruch als Stammkraft und verließ das Team nach elf Einsätzen und Auslaufen des Leihvertrages im Sommer 2011 wieder. Bei Levante traf er unter anderem auch auf Felipe Caicedo, einen Landsmann und Nationalmannschaftskollegen, der seit 2010 als Leihgabe von Manchester City bei den Spaniern verweilte. Gleich nach der Rückkehr nach Villarreal wurde der Flügelspieler abermals verliehen, diesmal für die komplette Spielzeit 2011/12 zu Betis Sevilla, ebenfalls einem Neuaufsteiger der Primera División.

### Als Stammkraft in Spanien nach Mexiko
Bei den Grün-Weißen aus Andalusien avancierte Jefferson Montero zu einer Stammkraft, die unter Pepe Mel vorwiegend als Linksaußen bzw. im linken Mittelfeld, aber auch auf der rechten Seite, eingesetzt wurde. Bei 31 Ligaeinsätzen kam er jedoch nur auf eine Bilanz von einem Treffer und drei Torvorlagen und belegte mit der Mannschaft im Endklassement den 13. Tabellenplatz in der zum Teil recht dicht gestaffelten Tabelle. Auch in der Copa del Rey 2011/12, in der er in beiden Partien von Betis Sevilla eingesetzt wurde, folgte mit dem Viertelfinalaus gegen den FC Córdoba ein jähes Ende. In weiterer Folge wurde der ecuadorianische Internationale vorzeitig aus seinem Vertrag entlassen und wechselte für eine kolportierte Ablöse von 3,5 Millionen Euro, dem Sechseinhalbfachen, das Villarreal einst für den Spieler bezahlte, nach Mexiko, wo er einen Dreijahresvertrag unterschrieb. Auch bei seinem neuen Verein traf er auf einen Bekannten aus Ecuador; Nationalteamkollege Joao Rojas spielte dabei zumeist als Rechtsaußen. Unter Rubén Omar Romano und später auch unter Carlos Bustos hatte Montero keine feste oder angestammte Position, sondern wurde auf verschiedenen Mittelfeld- und Offensivpositionen eingesetzt. Dieses System ging auf und der Akteur kam in der mexikanischen Primera División 2012/13 zu 16 von 17 möglich gewesenen Einsätzen in der Apertura 2012 und zu ebenso vielen Auftritten in der nachfolgenden Clausura 2013, wobei er zusammenfassend vier Tore und fünf Torvorlagen beisteuerte. Weiters wurde er in beiden Partien der Liguillas der Apertura 2012 und den beiden Spielen der Liguillas der Clausura 2013 eingesetzt und war mit vier Toren, darunter ein Hattrick, und zwei Assists aus zusammenfassend acht Begegnungen auch in der Copa México erfolgreich.
Während sein Landsmann Joao Rojas den Verein in Richtung des Ligakonkurrenten Cruz Azul verließ und er dessen Rückennummer 10 erhielt, sowie mit Juan Govea ein weiterer Ecuadorianer unter Vertrag genommen wurde, startete Montero stark in die Spielzeit 2013/14, in der er nach vier Partien bereits fünf Tore erzielt und weitere zwei für seine Teamkollegen vorbereitet hatte. Die Apertura 2013 schloss er mit dem Team auf dem sechsten Rang im Endklassement ab und hatte es selbst dabei auf 15 Einsätze, fünf Tore und drei Torvorlagen gebracht. In der nachfolgenden Clausura 2014 nahmen seine Einsatzzahlen etwas ab; zehn Ligaauftritten standen kein Treffer und nur eine Torvorlage gegenüber. Mit den Monarcas Morelia beendete er diesen Abschnitt auf dem elften Rang. In der Copa MX schaffte er mit der Mannschaft den Einzug ins Finale, wobei die Purépechas unter Carlos Bustos den CF Atlas nach einem 3:3-Remis nach der regulären Spielzeit erst im Elfmeterschießen besiegten; Jefferson Montero steuerte dem Spiel einen Treffer und einen Assist bei. Des Weiteren wurde der Ecuadorianer im Rückspiel der Qualifikation zur Copa Libertadores 2014 gegen den Santa Fe CD aus Kolumbien eingesetzt, schaffte jedoch aufgrund der Auswärtstorregel nicht die Teilnahme an der eigentlichen Endrunde.

### Als WM-Teilnehmer in die englische Premier League
Nachdem er bisher ausschließlich bei Vereinen in spanischsprachigen Ländern unterkam und sich auch bei der von Mitte Juni bis Mitte Juli stattfindenden Fußball-Weltmeisterschaft 2014 präsentieren konnte, wechselte er im Sommer 2014 für eine kolportierte Ablösesumme in Höhe von fünf Millionen Euro nach Wales zu Swansea City, wo er einen Vertrag mit einer Laufzeit von vier Jahren unterzeichnete. Beim Erstligisten kam er dabei am 16. August in der Erstrundenbegegnung gegen Manchester United zu seinem Debütspiel, als er von Garry Monk ab der 67. Spielminute für Nathan Dyer eingewechselt wurde. Nachdem er in den ersten acht Meisterschaftsrunden ausschließlich als Ersatzspieler über höchstens 30 Minuten und dabei zumeist als Ersatz für den als Rechtsaußen agierenden Dyer als Linksaußen eingesetzt worden war, hatte er ab der neunten Runde seinen Durchbruch im Team und war voran als Stammkraft im Einsatz. Anders als bei seinen bisherigen Stationen legte man bei Swansea City Wert auf eine feste Position im Team, woraufhin er im Laufe der Saison ausschließlich als Linksaußen eingesetzt wurde und dabei auf 30 Ligaeinsätze, einen Treffer und sieben Vorlagen brachte. Eine verletzungsbedingte Pause musste Montero von Ende Dezember 2014 bis Anfang Februar 2015 aufgrund eines Muskelfaserrisses einlegen, eine weitere im April 2015 nach einer Oberschenkelzerrung, die er sich bei einem Länderspiel mit Ecuador zugezogen hatte. Die Saison 2014/15 beendete er mit der Mannschaft auf dem achten Tabellenrang; weiters kam er in dieser Spielzeit zu drei Einsätzen und einem Assist im League Cup 2014/15, sowie zu einem Auftritt im FA Cup 2014/15. Außerdem ist Montero Teil der Mannschaft, die in diesem Jahr je beide Spiele gegen den FC Arsenal und Manchester United gewann, was bislang in der Geschichte der Premier League erst zwei anderen Mannschaften gelungen war.
In der nachfolgenden Saison 2015/16 war ecuadorianische Linksaußen nur mehr bedingt als Stammspieler im Einsatz, wobei seine Einsatzminuten bis Anfang November 2015 allmählich abnahmen und er fortan, unter anderem aufgrund anhaltender Oberschenkelprobleme, als Ersatzspieler agierte. Nach dem Abgang von Monk als Trainer kam er unter Interimscoach Alan Curtis anfangs nur zu wenigen Einsatzminuten, ehe er ab Dezember 2015 bzw. Januar 2016 ausschließlich auf der Bank saß und zu keinen Einsätzen mehr kam. Anfangs von Martin Keown noch mit dem „König des Dribbelns“, Stanley Matthews, verglichen, musste er im Laufe der Saison Wayne Routledge und anderen Flügelspielern weichen. Auch unter Francesco Guidolin, der das Traineramt am 18. Januar 2016, übernahm, kam Jefferson Montero bislang (Stand: 21. März 2016) nicht zum Einsatz und musste im März 2016 sogar erstmals in der U-21 Premier League antreten.

## Nationalmannschaftskarriere
Zu seinen ersten Auftritten in einer ecuadorianischen Fußballnationalmannschaft kam er im Jahre 2007, als er mit einer U-20-Auswahl Ecuadors am Fußballturnier der Panamerikanischen Spiele 2007 in Rio de Janeiro teilnahm. Dort gewannen die Ecuadorianer nach einem 2:1-Finalsieg über die Alterskollegen aus Jamaika die Goldmedaille und holten sich damit den ersten internationalen Turniersieg in der langjährigen Verbandsgeschichte. Im Anschluss holte der damalige Trainer der ecuadorianischen Fußballnationalmannschaft, Luis Fernando Suárez, der auf seine Leistung in der Liga und bei den Panamerikanischen Spielen aufmerksam geworden war, den zu diesem Zeitpunkt noch 17-jährigen Flügelspieler für das Länderspiel gegen Bolivien im August 2007 erstmals in die Nationalmannschaft. Sein Debüt für die A-Nationalmannschaft seines Heimatlandes gab er daraufhin mittlerweile 18-jährig am 21. November 2007 bei einem 5:1-Sieg über Peru in der vierten Runde der Qualifikation zur WM 2010. Danach dauerte es rund ein Jahr, ehe Montero wieder in der Nationalmannschaft seines Heimatlandes eingesetzt wurde und dabei im Dezember 2008 an zwei Freundschaftsspielen gegen den Iran und den Oman teilnahm. Nach seinen Einsätzen in der U-20-Fußball-Südamerikameisterschaft 2009 im Januar und einem Tor bei einer 1:3-Niederlage gegen El Salvador in einem freundschaftlichen Länderspiel am 27. Mai 2009 avancierte Jefferson Montero in der Folgezeit zu einer regelrechten Stammkraft im Nationalteam.
So nahm er ab der 13. Runde der WM-Qualifikation an allen restlichen sechs Gruppenspielen teil, wobei er auch einmal als Torschütze erfolgreich war und spielte parallel dazu unter Sixto Vizuete, der das Traineramt von Luis Fernando Suárez bereits im November 2007 übernommen hatte, auch in freundschaftlichen Länderspielen mit. Als Gruppensechster schaffte Ecuador nicht die Qualifikation zur Endrunde in Südafrika; ein weiterer Trainerwechsel folgte, Reinaldo Rueda kam ins Amt. In den nachfolgenden zwei Jahren kam Montero nur zu verhältnismäßig wenigen Länderspieleinsätzen und war auch nicht im Kader, als Ecuador noch in der Gruppenphase der Copa América 2011 ausschied. Im ersten Qualifikationsspiel zur WM 2014 saß Montero daraufhin wieder uneingesetzt auf der Ersatzbank und kam nur Tage später in einem Freundschaftsspiel gegen die Vereinigten Staaten wieder zum Einsatz. In den nächsten zwei Jahren war der Flügelspieler wieder als Stammkraft der ecuadorianischen Nationalmannschaft im Einsatz und absolvierte sämtliche WM-Qualifikations- und Freundschaftsspiele für sein Heimatland und trug sich in dieser Zeit auch mehrmals als Torschütze bzw. Assistgeber ein. Nach der erfolgreichen WM-Qualifikation absolvierte der Linksaußen die gesamte WM-Vorbereitung mit seinem Heimatland und war danach unter Reinaldo Rueda im ecuadorianischen 23-Mann-Aufgebot, dass an der WM-Endrunde in Brasilien teilnahm. Dort wurde er in allen drei Spielen gegen Frankreich, die Schweiz und Honduras eingesetzt, konnte obgleich eines Sieges und eines Unentschiedens ein Ausscheiden in der Vorrunde nicht abwenden.
Nachdem Rueda daraufhin entlassen und abermals Vizuete, der in der Zwischenzeit kurzzeitig die Geschicke des CD El Nacional leitete, als Nationaltrainer vorgestellt wurde, kam Montero in den restlichen Freundschaftsspielen des Jahres 2014 nicht mehr zum Einsatz. Erst nach einer neuerlichen Übernahme der Mannschaft durch Gustavo Quinteros Anfang des Jahres 2015 fand Montero zurück ins Nationalteam. Dabei absolvierte er ab März 2015 sämtliche freundschaftliche Länderspiele und war im 23-köpfigen ecuadorianischen Aufgebot, das an der Copa América 2015 teilnahm. Dort rangierte er mit la Tricolor nach der Gruppenphase auf dem dritten Platz der Gruppe A und schied im Vergleich der Drittplatzierten aus den drei Gruppen als schlechtester Teilnehmer vom laufenden Turnier aus. Nachdem er in einem Vorbereitungsspiel auf die Qualifikation zur WM 2018 gegen Honduras aufgrund von Oberschenkelproblemen verletzungsbedingt ausgefallen war, nahm er unter Quinteros an den anschließenden vier Qualifikationsspielen im Oktober und November 2015 teil. Bei den vier ecuadorianischen Siegen steuerte Jefferson Montero einen Treffer und zwei Torvorlagen für seine Teamkameraden bei. Bis dato (Stand: 21. März 2016) kam Montero in 53 A-Nationalspielen für sein Heimatland zum Einsatz und erzielte dabei zehn Tore.

## Erfolge
mit Independiente José Terán
- 1× Meister der ecuadorianischen Serie B: 2009

mit den Monarcas Morelia
- 1× Sieger der Copa MX: Apertura 2013

mit Ecuador U-20
- 1× Sieger des Fußballturniers der Panamerikanischen Spiele: 2007